# Jordy Verstraeten
Jordy Verstraeten (Gent, 9 januari 1996) is een Belgische voetballer die anno 2017 uitkomt voor SC Eendracht Aalst. Hij speelt als centrale verdediger, maar kan ook als rechtsachter uit de voeten. 
Bij de jeugd begon Verstraeten te voetballen bij FC Beervelde, waar hij al snel in een hogere leeftijdscategorie mocht meevoetballen. Kort daarop ging hij spelen bij RC Gent-Zeehaven, maar daar werd hij drie maanden later én op 12-jarige weggeplukt door Sporting Lokeren. Ook door maakte hij veel indruk, waardoor hij vervolgens bij Club Brugge een nieuwe stap vooruit kon zetten. Ook RSC Anderlecht had de kwaliteiten van Verstraeten in de mot, en de jonge voetballer twijfelde geen seconde om bij paars-wit aan de slag te gaan. Tijdens zijn periode bij Anderlecht verbleef hij twee jaar bij een gastgezin in het Brusselse, samen met onder andere Leander Dendoncker, Michael Heylen en Aaron Leya Iseka.
Op 18-jarige leeftijd trekt Verstraeten naar SV Zulte Waregem. Daar maakte hij onmiddellijk indruk bij de beloften, waarna hij in 2016 werd opgenomen in de A-kern van de ploeg. Tijdens enkele wedstrijden in Play-Off 1 zat hij bij de wedstrijdselectie. Verstraeten leek op weg naar een profcontract, maar een zware blessure aan de ligamenten gooide roet in het eten. 
Uiteindelijk ging de verdediger aan de slag bij Royal Antwerp FC, dat toen in tweede klasse speelde. Maar door de komst van enkele grote namen, kwam Verstraeten amper aan spelen toe. De club leende hem vervolgens uit aan SC Eendracht Aalst in de tweede amateurklasse. Bij Aalst kon hij via de eindronde de promotie naar de Eerste Klasse Amateurs (België) afdwingen. Uiteindelijk tekende de speler voor een verlengd verblijf bij de Oost-Vlaamse club.